# Schalleria incurvata
Schalleria incurvata är en kvalsterart som beskrevs av Balogh och Sandór Mahunka 1969. Schalleria incurvata ingår i släktet Schalleria och familjen Microzetidae. Inga underarter finns listade i Catalogue of Life.